# Neljaty
Neljaty (Russisch: Неляты, Jakoetse "weids", Evenks "wijde open plaats") is een selo (dorp) in de selskoje poselenieje van Koeanda in het westen van het district Kalar in het noorden van de Russische kraj Transbaikal. Het dorpje vormt een van de Evenkse dorpen van het district. Neljaty telde 329 inwoners bij de volkstelling van 1989. In 2010 was dit gedaald tot 74 inwoners en in 2016 tot 42. Voor voorzieningen is het vooral aangewezen op het dorp Koeanda.

## Geografie
Het dorp ligt zeer afgelegen op de rechteroever van de rivier de Vitim (er loopt geen weg meer naartoe), op 30 kilometer van het station Koeanda aan de Spoorlijn Baikal-Amoer (BAM) en ongeveer 230 kilometer van het districtcentrum Novaja Tsjara. Het dorp ligt aan de grens met Boerjatië, op 4 kilometer van het Boerjatische dorp Moeja.
De belangrijkste bevolking bestaat uit Russen, Jakoeten en Evenken. De Evenken in het dorp vermengden zich vanaf ongeveer de jaren 1960 sterk met de aanwezige Jakoeten en Russen, waardoor de meesten nu uit gemengde huwelijken komen.
Rond het dorp liggen langs de rechteroever van de Vitim een aantal archeologische vindplaatsen (Neljaty, Spitsino en Sivakon 1 en 2).

## Geschiedenis

### Ontstaan
Op de plek van het dorp woonde in de jaren 1920 een oude man genaamd Starodoebtsev. In 1929 nam Komsomol-lid Nikolaj Zaravnjajev het initiatief tot het stichten van het dorp als onderdeel van de collectivisatie van de Evenken en de Jakoeten in de regio. Er werd een kolchoz opgezet, een Evenkse school (om het analfabetisme uit te bannen), een tweetal winkels (een voor de Evenken en een voor de Jakoeten), een gratis herberg voor de Evenkse vissers en een medische post. In 1930 werd de selsovjet van het dorp Dogoptsjan naar Neljaty verplaatst , Een eerste schoolgebouw verrees in 1931 en werd in 1937 gevolgd door een internaatschool (voor de kinderen van pelsjagers en rendierhouders) gecombineerd met een zevenjaarschool. In de jaren 1930 woonden er 113 mensen. In die tijd lagen er meer Evenkische nederzettingen zoals Dogoptsjan, Bachtarnach, Spitsino en Sjoelban.

### Toegangspoort
Enkele decennia lang vormde Neljaty een toegangspoort tot de regio, waarbij alle goederen vanuit Tsjita naar Tsjara via Romanovka en Neljaty werden vervoerd. Tussen 1938 en 1941 vond de expeditie BAMprojekt plaats voor de aanleg van de BAM, die haar basis in Neljaty had. De mensen werden daarvoor ingevlogen met watervliegtuigen, die landden op de Vitim.

### Bevolkingsdaling
Het dorp behoort met Sredny Kalar tot de meest afgelegen dorpen van het district. Sinds de val van de Sovjet-Unie trekt de bevolking weg, vooral naar het dorp Tsjara op zoek naar werk en vanwege de haperende energievoorziening. De meeste voorzieningen sloten toen ook. Het districtsbestuur probeert deze trek te bevorderen omdat de bevoorrading van het dorp (severny zavoz) erg kostbaar is en de plaats door zijn afgelegenheid niet meer als levensvatbaar wordt gezien en vooral bestaat uit slechte woningen. Ook zijn de meeste bewoners werkloos en zijn alle bewoners vervallen tot alcoholisme. De Evenken trokken weg, waardoor vooral Russen en Jakoeten overbleven. Een wet om de plaats te sluiten in 2009 haalde het niet. De bevolking is echter sindsdien alleen maar verder gedaald.
| Demografische ontwikkeling van de plaats tussen 1989 en 2016 |
| ------------------------------------------------------------ |
|                                                              |
| ■ Volkstellingen, encyclopedie, onderzoek                    |

Bestuurlijk centrum: Novaja Tsjara

Ikabja · Kjoest-Kemda · Koeanda · Neljaty · Oedokan · Tsjapo-Ologo · Tsjara